# Salzmannia
Salzmannia  es un género monotípico de plantas con flores de la familia de las rubiáceas. Incluye la especie: Salzmannia nítida DC. (1830).
Es nativa de Brasil.

## Taxonomía
El género fue descrito por el briólogo, botánico, micólogo, pteridólogo suizo: Augustin Pyrame de Candolle y publicado en Prodromus Systematis Naturalis Regni Vegetabilis 4: 617, en el año 1830.